# Bride Wars
Bride Wars is een romantische komedie uit 2009 onder regie van Gary Winick.

## Verhaal
Liv en Emma zijn, zolang ze zich kunnen herinneren, al elkaars beste vriendinnen. Ze doen alles samen; zo verloven ze zich zelfs op hetzelfde moment. Maar wanneer blijkt dat ze de bruiloft allebei op dezelfde dag hebben gepland, groeien ze uit tot rivales. Een van hen zal de bruiloft moeten verplaatsen, aangezien ze beiden hebben geregeld deze te houden in het Plaza Hotel in New York. Geen van de tweeën is bereid om locatie en datum aan te passen en zo groeit een ruzie al snel uit tot een regelrechte oorlog.

## Rolverdeling
- Kate Hudson - Liv
- Anne Hathaway - Emma
- Candice Bergen - Marion St. Claire
- Chris Pratt - Fletcher
- Bryan Greenberg - Nate
- Steve Howey - Daniel
- Kristen Johnston - Deb

## Productie
Het scenario van de film werd al in 2004 geschreven. Hudson werd als eerste aangekondigd als hoofdrolspeler in november 2006. Hathaway werd pas maanden later gekozen, in juli 2007. De opnames begonnen in maart 2008 en er werd op locatie opgenomen.